# Labostigmina annamariae
Labostigmina annamariae is een vliegensoort uit de familie van de Stratiomyidae. De wetenschappelijke naam van de soort is voor het eerst geldig gepubliceerd in 1925 door Brimley.